# هيروكي تاناكا
هيروكي تاناكا (باليابانية: 田中 寛己) (25 مايو 1991 في يوكوسوكا في اليابان – )؛ هو لاعب كرة قدم ياباني سابق كان يلعب كمدافع.

## وصلات خارجية
- هيروكي تاناكا على موقع رابطة كرة القدم اليابانية للمحترفين (اليابانية)
- هيروكي تاناكا على موقع قاعدة بيانات كرة القدم.إي يو (الإنجليزية)
- هيروكي تاناكا على موقع Soccerway.com (الإنجليزية)